# Катастрофа Ли-2 на Аральском море
Катастрофа Ли-2 на Аральском море — авиационное происшествие с человеческими жертвами (авиакатастрофа), произошедшая  9 марта 1962 года на побережье Аральского моря с самолётом Ли-2 Аэрофлота. В результате катастрофы погибли 3 человека.

## Самолёт
Ли-2 с бортовым номером СССР-84717 (заводской — 18429706, серийный — 297-06) 158-го объединенного авиаотряда Казахского территориального управления гражданского воздушного флота был выпущен Ташкентским авиазаводом в июле 1948 года и изначально имел бортовой номер Л4509. Перерегистрирован был в 1959 году, а всего и на момент катастрофы имел 13 738 часов налёта.

## Катастрофа
Самолёт прибыл из Чимкента в Аральск 8 марта по заявке Аральской гидрометеообсерватории, которая запрашивала провести ледовую разведку на Аральском море. Пилотировал его экипаж из 158-го отряда, который состоял из внештатного пилота-инструктора А. Я. Правдина, командира (КВС) А. М. Баёва, бортмеханика-инструктора И. В. Полева и бортрадиста-инструктора Д. Х. Куприянова. На следующий день 9 марта с экипажем была предполётная подготовка, но так как гидролога-аэролога при этом не было, то и особенности полётов на ледовую разведку не изучали. Полёт должен был проходить по маршруту вдоль западных и восточных берегов моря: Аральск — Авань — Барсакельмес — Актумсык — остров Лазарева — Тигровый Хвост — Муйнак — Уялы — Каска-Кулан — Аральск. При этом в задании на полёт указывалось, что самолёт должен был отвезти четырёх гидрометеорологов на метеостанцию на мысе Актумсык, затем совершить посадку в Муйнакском аэропорту. Помимо гидрометеорологов, на борту находился директор гидрометеостанции, который отвечал за организацию ледовой разведки, а также не записанный в полётное задание директор школы, который летел по служебным вопросам в Муйнак .
Согласно выданному экипажу прогнозу погоды, на севере и западе моря ожидался туман с видимостью менее 1000 метров; в центре — облачность с отдельными разрывами и высотой 200—300 метров, без осадков; на юге — верхняя и средняя облачность при видимости 4—10 километров. Экипаж перед вылетом не стал проходить медосмотр, что диспетчер не проконтролировал и разрешил взлёт. В 09:52 (07:52 мск) Ли-2 вылетел из Аральского аэропорта и после набора высоты занял заданный эшелон 1800 метров. В 11:04 экипаж доложил о пролёте острова Барсакельмес на высоте 1800 метров, что было выше облаков, земля при этом просматривалась. Затем в 11:15 экипаж запросил привод Аральска, на что диспетчер через минуту подтвердил, что привод работает. После этого экипаж самолёта на связь больше не выходил.
Доложив пролёт острова Барсакельмес, экипаж не стал запрашивать разрешения на снижение у диспетчера аэропорта Джусалы, начав самовольно снижаться по курсу 220—240°, чтобы выполнить задание по разведке ледовой обстановки. На высоте 800 метров Ли-2 вошёл в слой разорванных облаков, из которых вышел на высоте 400 метров. Пилотировал его в этот момент инструктор, горизонтальная видимость составляла 2—3 километра, была видна поверхность воды. Экипаж держал курс к западному берегу, чтобы затем выполнять полёт вдоль него. Пилот-инструктор повернул с курса 240° на курс 305°, чтобы быстрее выйти к берегу. Он старался держать самолёт под облаками, однако их высота постепенно понижалась по мере приближения к берегу, затем на высоте около 100—150 метров авиалайнер вошёл в туман, при этом видимость сильно упала.
Неожиданно сквозь туман экипаж увидел прямо по курсу обрывистый берег, поэтому пилоты резко потянули штурвалы «на себя», пытаясь перелететь его. Но в 11:30 (09:30 мск) Ли-2 врезался правой плоскостью крыла в край берега, от чего та разрушилась. Далее авиалайнер упал на плато высотой 211 метров и, помчавшись по нему, начал разрушаться, при этом оторвало и левую плоскость. В 226 метрах от края берега самолёт остановился и загорелся.
Когда экипаж перестал выходить на связь, поиски не были сразу организованы, так как считалось, что он остановился на ночёвку на одной из точек, с которой не было радиосвязи. Лишь на следующее утро поиски были начаты, а вскоре обломки самолёта обнаружили на мысе Байгубекмурын. В результате катастрофы погибли бортмеханик и два гидрометеоролога, а остальные люди, находившиеся на борту, были ранены. В тот же день всех раненых самолётом Ан-2 доставили в районную больницу в г. Аральск .

## Причины
Грубое нарушение экипажем требований НПП ГА-58, выразившееся в выполнении полёта над водной поверхностью к берегу в условиях плохой погоды (туман), на высоте, не обеспечивающей безопасность полёта.
Другие причины: Плохая организация подготовки и выпуска экипажа на ледовую разведку: 
1. не были конкретно разработаны вопросы порядка выполнения данного полёта;
2. отсутствует инструкция по производству полётов по ледовой разведке в бассейне Аральского моря;
3. на борт были взяты непредусмотренные при ледовой разведке лица, с целью их высадки на площадке метеостанции Актумсык и аэродроме Муйнак.

— 